# Spoorlijn Gävle - Kil/Frövi
De spoorlijn tussen Gävle en Kil / Frövi ook wel Zweeds: Bergslagsbanan genoemd is een Zweedse spoorlijn gelegen in de provincies Gävleborgs län, Dalarnas län en Värmlands län.

## Geschiedenis
Het traject tussen Gävle C en Falun werd door de Gävle - Dala Järnvägar (GDJ) tussen 1855 en 1859 in fases geopend.
Het traject tussen Falun en Kil werd door de Bergslagernas Järnvägar (BJ) in fases geopend.
- 31 december 1875: Falun – Ludvika, 70 km;
- 30 oktober 1875: Kil – Daglösen – Filipstad, 69 km;
- 3 januari 1877: Daglösen – Ludvika, 115 km;

## Treindiensten

### SJ
De Statens Järnvägar (SJ) verzorgt het personenvervoer op een deel van dit traject met Pendeltåg treinen.

## Aansluitingen
In de volgende plaatsen was of is er een aansluiting van de volgende spoorwegmaatschappijen:

### Gävle C
- Ostkustbanan, spoorlijn tussen Stockholm en Sundsvall
- Norra stambanan, spoorlijn tussen Storvik en Ånge en aftakking tussen Gävle en Ockelbo naar Ånge

### Storvik
- Norra stambanan, spoorlijn tussen Storvik en Ånge en aftakking tussen Gävle en Ockelbo naar Ånge

### Falun C
- Grycksbobanan, , spoorlijn tussen Falun C en Grycksbo

### Borlänge
- Dalabanan, spoorlijn tussen Uppsala en Mora

### Rämshyttan
- aansluiting van de zijlijn tussen Rämshyttan en Idkerberget

### Ludvika
- Bergslagspendeln, spoorlijn tussen Ludvika en Kolbäck

### Frövi
- Godsstråket genom Bergslagen, spoorlijn tussen Mjölby en Storvik

### Grythyttan / Nykroppa
Tussen Grythyttan en Kil wordt gekruist met de Inlandsbanan
- Inlandsbanan, spoorlijn tussen Gällivare en Kristinehamn

### Kil
- Värmlandsbanan , spoorlijn tussen (Oslo) - Charlottenberg en Laxå
- Vänerbanan spoorlijn van de (BJ) tussen Göteborg – Lilla Edet / Kornsjø (grensplaats) verder als Østfoldbanen naar Oslo in Noorwegen / Kil - Grythyttehed
- Fryksdalsbanan, spoorlijn tussen Torsby en Kill
- Kil - Fryksta, spoorlijn tussen Kil en Fryksta

Het traject werd in 1958 gesloten en in 1973 verkocht aan de gemeente Kil. In 1974 werd het traject opgebroken.

## ATC
Het traject voorzien van het zogenaamde Automatische Tågkontroll (ATC).

## Elektrische tractie
Het traject werd tussen 1939 en 1943 geëlektrificeerd met een spanning van 15.000 volt 16 2/3 Hz wisselstroom.

## Afbeeldingen

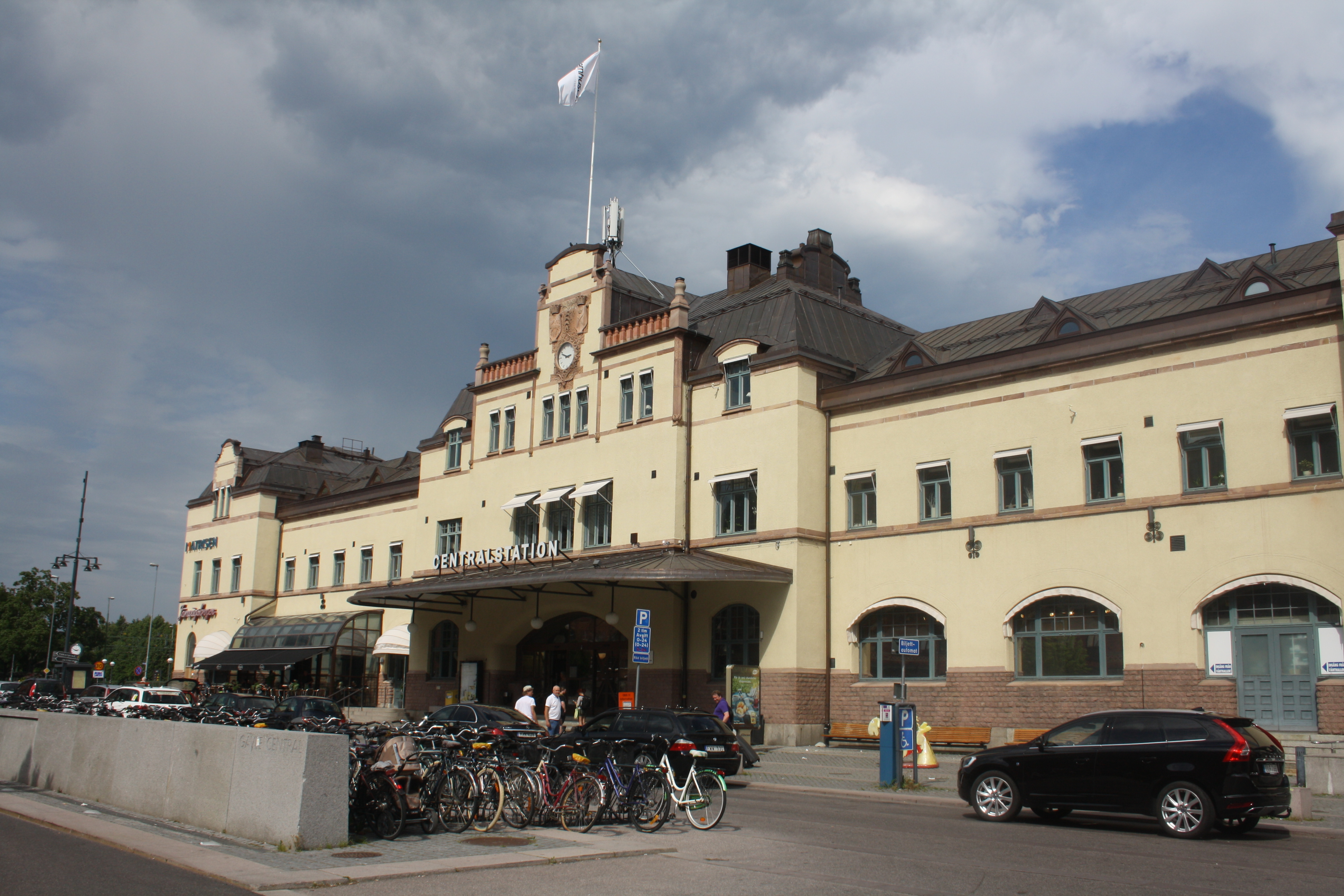
Station Gävle
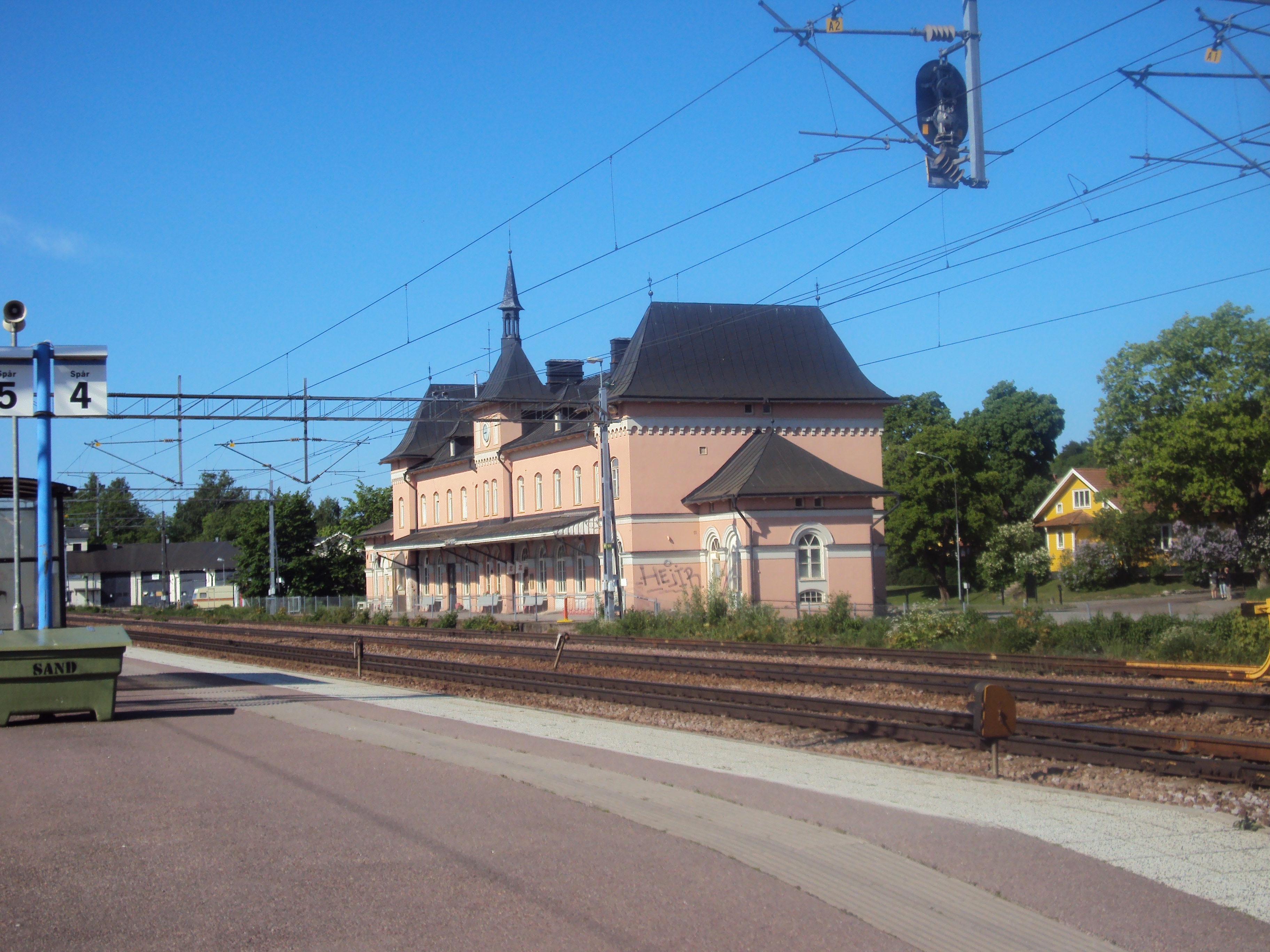
Station Storvik
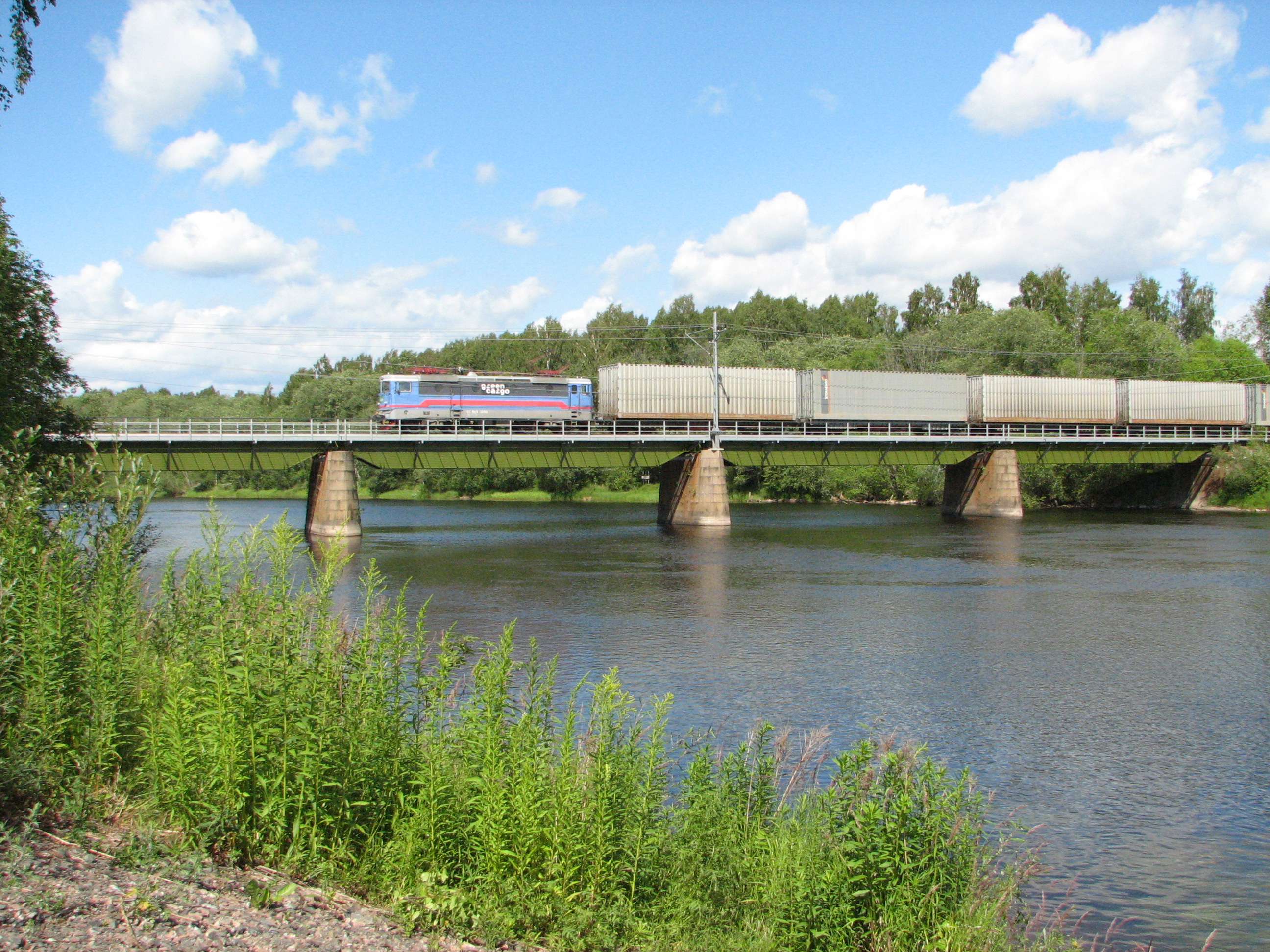
Brug over de Klarälven bij Deje
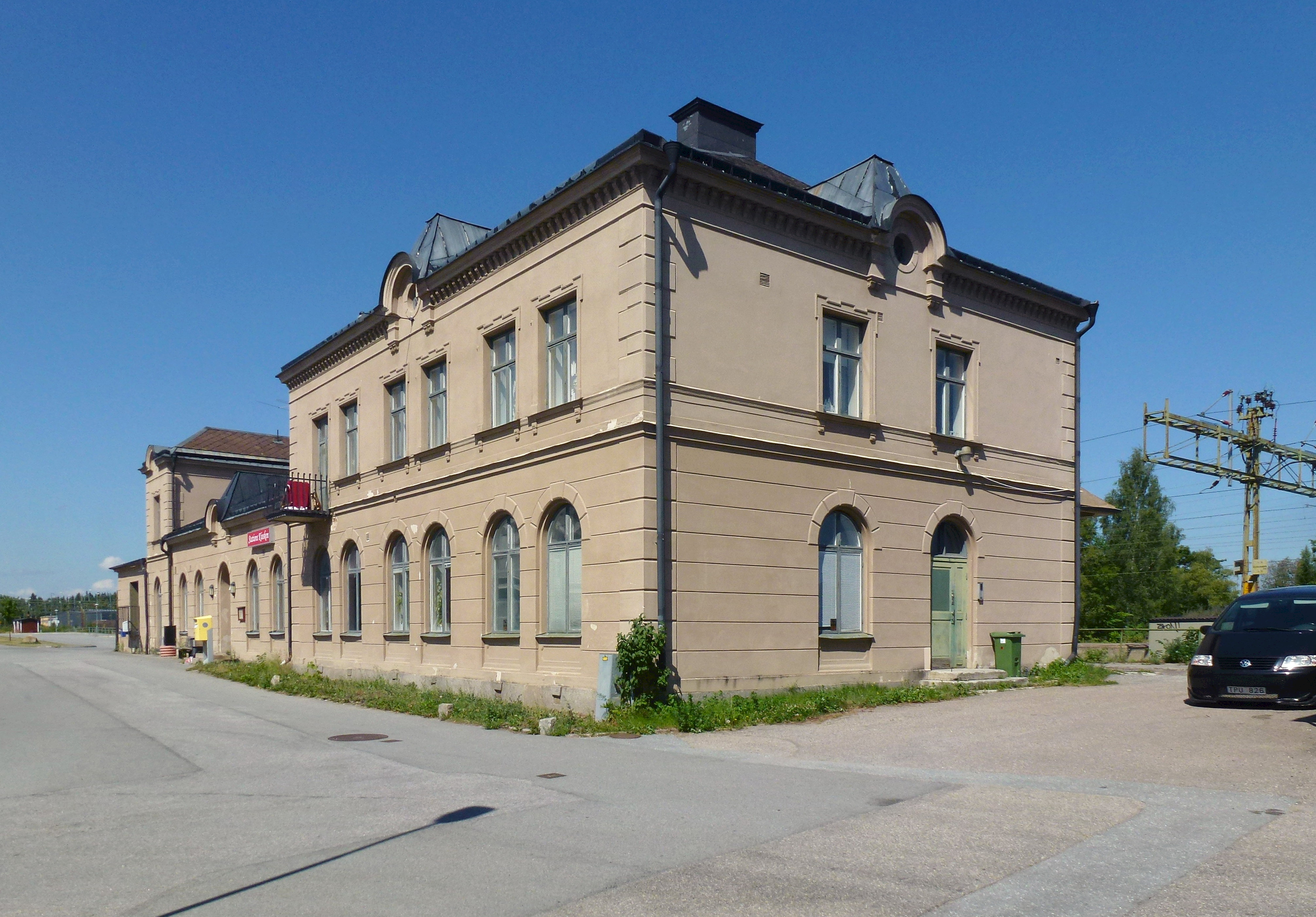
Station Frövi